# استفان ساندورفی
استفان ساندورفی (به مجاری: Sándorfi István) (زاده ۱۲ ژوئن ۱۹۴۸ در بوداپست – مرگ ۲۶ دسامبر ۲۰۰۷ در پاریس) یک نقاش مجارستانی بود.

## پیوندهای بیرونی
- نقاشی‌های او